# 巴爾幹-高加索人種
巴爾幹-高加索人種，是人類學在20世紀對歐洲高加索人種的一種分類，主要分布於巴爾幹半島、小亞細亞、高加索和伊朗的西北部等地。是一種已經過時的學說。